# 湯智昕
湯智昕，台灣藥理學家，現為台中中國醫藥大學研發長，醫學院生物醫學研究所教授。2013年獲中華民國第51屆十大傑出青年金手獎。